# Lucien Roquebert
Lucien Roquebert (Ychoux, 12 de janeiro de 1890 — Dax, 8 de fevereiro de 1970) foi um ciclista francês. Ele terminou em último lugar no Tour de France 1911.